# Elektroda porównawcza

Schemat układu pomiarowego z trzema elektrodami. Elektrodę porównawczą oznaczono cyfrą 3.

Elektroda porównawcza (elektroda odniesienia) – elektroda (poprawnie: półogniwo) charakteryzująca się stałym potencjałem służąca za punkt odniesienia przy bezprądowym pomiarze potencjałów innych elektrod.